# Runaway Car
Runaway Car (bra: O Carro Desgovernado) é um telefilme estadunidense de 1997, dos gêneros de ação, comédia e aventura dirigido por Jack Sholder e protagonizado por Judge Reinhold  e Nina Siemaszko. O filme conta de a história de Jenny, uma estudante de enfermagem e que ao entrar na rodovia principal perde o freio de seu carro e o acelerador fica preso, oferecendo perigo para ela e as pessoas que estão dentro do carro.
O filme francês "Até o Fundo" utiliza a mesma temática porem com um carro moderno.

## Sinopse
A estudante de enfermagem, Jenny Todd (Nina Siemaszko), que após um dia ruim no trabalho, vai buscar seu carro na oficina, um Mercury Comet Maverick V8 1974 conhecido no Brasil como Ford Maverick. Lá ela conhece Ed Lautner (Judge Reinhold) um programador de computador, como o carro de Ed ainda não estava pronto, Jenny oferece uma carona a Ed. No caminho Jenny busca sua sobrinha bebê na casa de sua mãe e, ainda pegam Dex, um jovem Skatista. Quando chegam na rodovia principal, o carro de Jenny, um Ford Maverick perde os freios e o pedal do acelerador trava fazendo com que Jenny perca o controle do carro e não consiga parar fazendo a policia auxiliar Jenny no que puder para resgatar sua sobrinha e a parar o carro. Assim começa uma corrida contra o tempo para evitar um desastre.

## Elenco principal
- Judge Reinhold como Ed Lautner
- Nina Siemaszko como Jenny Todd
- Brian Hooks como Dexter 'Dex' Strang
- Paul Eiding como Wally Baird
- Glenn Morshower como capitão Jim Louben
- Brian Reddy como capitão Doug Carsten
- Leon como oficial Isaiah 'Beau' Beaufort
- Ketty Lester como Willie Mae